# ثعلب الجزر
ثعلب الجزر (Island fox)، هو نوع من فصيلة الكلبيات صغير الحجم، يستوطن (أصيل) جزر القناة في كاليفورنيا الثمانية.